# Ottleya nivea
Ottleya nivea là một loài thực vật có hoa trong họ Đậu. Loài này được (Watson) D.D.Sokoloff mô tả khoa học đầu tiên.